# Lanfranco de Martinengo
Lanfranco de Martinengo (960 circa – Martinengo, 22 novembre 1032) è stato un cavaliere medievale italiano.

## Biografia
Lanfranco de Martinengo viene considerato il capostipite della famiglia dei Martinengo originaria forse dai Gisalbertini di Bergamo. 
Sebbene non si conosca la sua data di nascita, dagli storici individuata intorno al 960, molti sono i documenti che lo citano conservati nell'archivi diocesani e in quello statale di Bergamo e di Brescia datati tra il 1023 e il 1032. Nel primo documento del 23 ottobre 1023, è nominato come filius quondam itemque  omdx quondam itemque Lanfranci, ed è un atto di permuta di terre a Cortenova fra il vescovo Ambrogio II e quello che viene indicato come Lanfranco I de Martinengo. Malgrado queste citazioni, non tutti gli storici si trovano concordi nel definire la sua biografia. Se la tesi è considerata esatta sarebbe figlio di Lanfranco II, (1012-1019) conte di Bergamo e del Sacro Palazzo.
Un falso documento fece ritenere che l'origine della famiglia Martinengo venisse da un certo Tebaldus de castro Martinengo civis Briziae, honorabilis capitanues, e che a lui Ottone I di Sassonia avesse concesso diritti con il diploma del 6 ottobre 969. Ma questo fu indicato come falso nel 1859 da Ferdinand Wüstenfeld che ritenne il Lanfranco capostipite e proveniente dai conti di Bergamo. Forse Lanfranco era conte di Bergamo ma discendente da una famiglia a sé, ma molto signorile come indica il suo lascito testamentario. Secondo lo storico Paolo Guerrini molte sono le fonti invece che lo collegano alla famiglia dei conti Ghisalberti.
Di Lanfranco sono documentati cinque figli probabilmente nati dal matrimonio con Maisinda o Meisinde: Berta che risulta fosse ancora viva nel 1063, sposo Ardoino III e in seconde nozze Vifredo di Cornano che risulta fosse ancora vivo nel 1081; Adalberto vivo nel 1026 ma che risulta fosse morto nel 1035; Goizone I vivo nel 1065 ma deceduto nel 1097, militare e vessillifero del vescovo di Bergamo; Ambrogio subdiacono che risulta vivo tra il 1065 e il 1084. Forse quell'Ambrogio vescovo di Bergamo non fu suo figlio ma suo fratello. Il ripetersi nella famiglia di personaggi Lanfranco omonimi rende problematica l'esatta indicazione.

Vi è un ulteriore documento conservato negli archivi della curia di Bergamo, che però è mancante della parte superiore e non ha più visibile la data, ma che risulta fosse stato rogato a Paderniaca tra il 1032 e il 1053. Nella medesima località i Martinengo avevano redatto altri atti. Il documento redatto dal notaio e giudice Garibaldo, è una donazione che la vedova Meisinde con l'approvazione dei figli Alberto e Lanfranco fa alla chiesa di San Vincenzo di Bergamo. Difficile stabilire la portata del documento anche perché alcuni figli citati non corrisponderebbero ad altra documentazione, ma la cosa che davvero indicherebbero è che Ambrogio vescovo di Bergamo, fosse figlio di un certo Lanfranco de Martinengo, identificabile nel nostro personaggio. Il documento riporta la scritta. 
(notaio Garibaldo)
Lanfranco morì il 22 novembre del 1032 e fu sepolto a Bergamo nell'antica chiesa di Sant'Alessandro in Colonna accanto alla tomba del padre nella chiesa detta basilica foris muros civitatis Bergomi di cui godeva di giuspatronato.

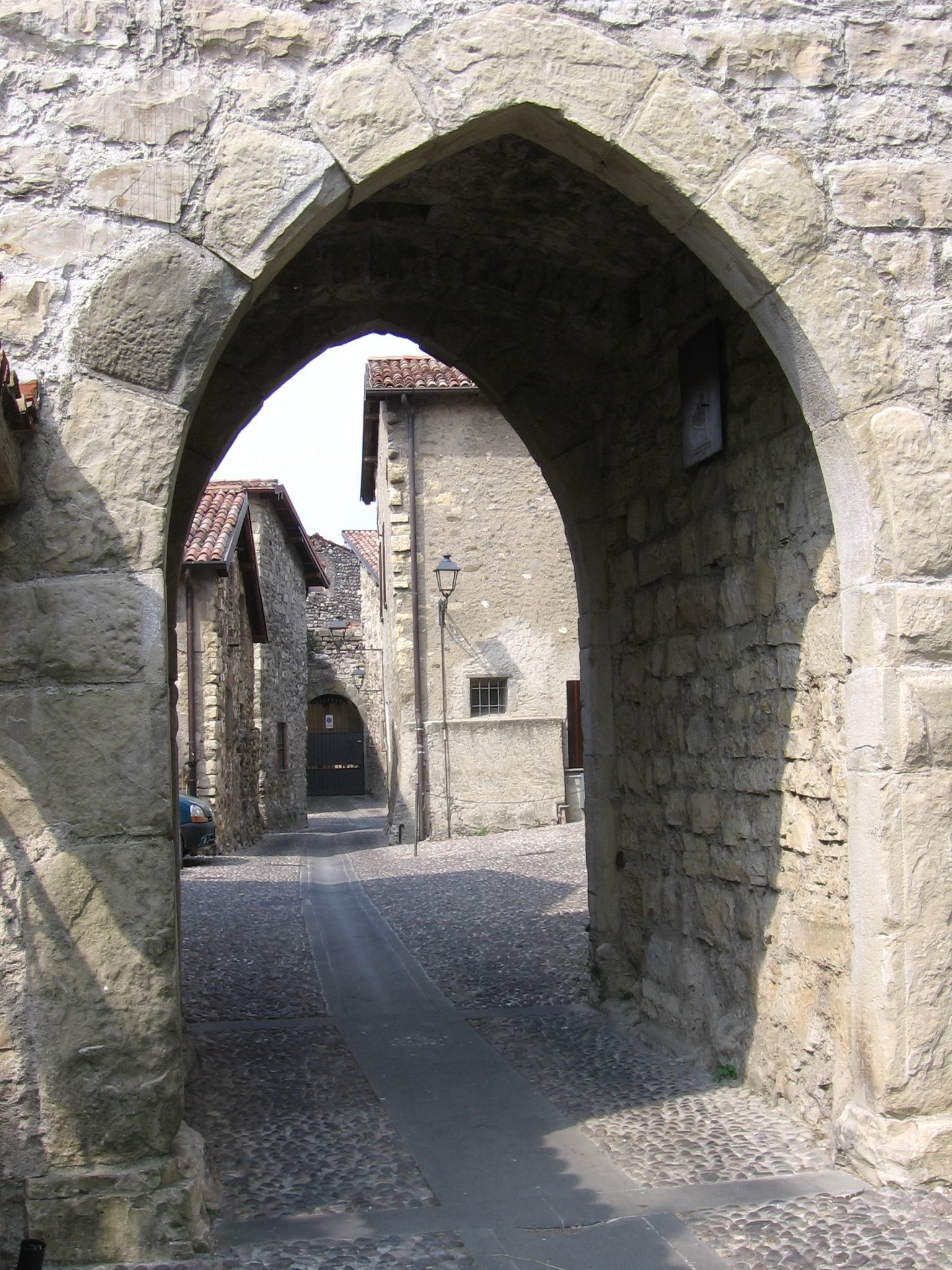
Credaro castello Trebecco.

### Lascito testamentario
Importante è il suo testamento olografo del 4 novembre 1032, scritto mentre si trovava in quello che viene indicato come castro Durbego feliciter individuato nel castello di Trebecco che vi elenca quanti fossero i possedimenti suoi e della famiglia, nonché  una cultura e un'educazione che per molti secoli fu presente sul territorio italiano. Il testamento riporta che:
- I  redditi derivanti dai  beni posseduti sui territori di Pagazzano, Margnago e Maderno, Campania di Trenzano e di Cologne sul bresciano, di Villongo, le due proprietà di Vualaringo di Martinengo , e quella di Rovaiolo andassero alla chiesa per tenere accesi i lumi della chiesa di San Pietro.
- I redditi derivanti da Trenzano e Cologne dovevano servire due sacerdoti che celebrassero il mattutino in onore della Trinità nei giorni di domenica, e la recita di preghiere per lui peccatore e tutti i defunti sepolti nella chiesa alessandrina di Bergamo nei restanti giorni della settimana dove riposavano le spoglie del padre,
- i redditi di Villongo dovevano servire al pasto dei poveri nel giorno di san Pietro il pane sarò cotto con i legni del castagneto di Ravaiolo.
- I redditi di Martinengo sarebbero serviti al mantenimento dei canonici di sant'Alessandro con l'obbligo di preghiere e di offici da dirsi nel giorno del suo anniversario.

Lanfranco aveva nominato anche un preposito della chiesa alessandrina, per controllare che le sue volontà venissero rispettate, nel caso fosse venuto a mancare doveva essere sostituito da uno nominato dal vescovo. Se qualcuno dei beneficiari non avesse adempiuto agli obblighi del lascito testamentario, le rendite sarebbero ritornate agli eredi legittimi.